# Hulu
Hulu（フールー、[ˈhuːluː]）は、アメリカの定額制動画配信サービスである。ウォルト・ディズニー・カンパニー傘下のHulu, LLCが運営する。
アメリカ国外で唯一2011年に日本でサービスを開始したが、2014年に日本のサービスはHulu, LLCから日本テレビへ売却され、以後日本テレビ子会社HJホールディングスが運営するが、2017年7月に日本法人と資本関係が復活した。
Huluは中国語で大切な物入れの瓢箪の意「葫蘆」（簡体字: 葫芦; 繁体字: 葫蘆、拼音: húlu）と、相互記録の意「互録」（簡体字: 互录; 繁体字: 互錄、拼音: hùlù）に依る。

## 概要
2007年8月29日にサービス名称がHuluと明らかにされ、ゼネラル・エレクトリック傘下のNBCユニバーサル、ニューズ・コーポレーション傘下のFOXエンターテイメントグループ、ディズニーABCテレビジョングループ、プロビデンス・エクィティ・パートナーズなど大手マスメディア出資による合弁事業として2007年10月29日に設立され、2008年3月12日にサービスを開始した。ストリーミングビデオ、テレビショー、映画、ショートフィルム、トレーラーや製作風景などNBC、FOX、ABCだけでなく、その他のネットワークやスタジオで撮影された映像なども提供、配信している。
映像の解像度は、288p、360p、480p、720pのハイビジョン画質などで配信する。アメリカ合衆国では広告モデルにより正式に権利処理された動画コンテンツを無料で視聴できるほか、Huluプラスと呼ばれる有料会員向け番組も配信している。PC向けにはフラッシュ ビデオ形式が用いられている。
Huluはテレビ局や映画会社が共同で設立し、YouTubeと比べて提供できるコンテンツが豊富にある。
CEOのジェーソン・カイラーによれば、かつてオンライン・ショッピングサイトのアマゾンに10年余り勤務した後に、上級副社長の地位にあった。カイラーは「テレビ界の経験がゼロの人物」の条件でヘッドハンターが探してきた人材である。カイラーの起用はテレビがインターネットに移行したのではなく、元からインターネットだとして考えられる人物でなければ成功しない、とする両社の判断である。
視聴は他のIPTVサービスと同じくIPアドレスによる地域制限が設定されており、例えばhulu.com（アメリカ）の番組を日本を含むアメリカ国外から視聴したり、逆に日本のhulu.jpを日本国外から視聴することはできない。
33%の株を保有するNBCユニバーサルは、支配権を放棄している為、ウォルト・ディズニー・カンパニーの事実上の完全子会社となっており、ディズニー・メディア&エンターテイメント・ディストリビューションの1部門に属している。
ディズニーは2019年11月12日から直営の動画配信サービス「Disney+」を開始したが、ペアレンタルコントロールは導入されなかったため、ラインナップから外された作品を代わりにHuluで配信している。
2020年現在アメリカで制作されたHuluオリジナル作品は、日本を含む米国外では、Amazonプライム・ビデオやSTARZPLAY、スーパー!ドラマTVといった、他社の動画配信サービスや衛星放送の専門チャンネルにて放送・配信されている。Disney+の新ブランドであるSTAR（後述）新設後はHuluやディズニーの系列テレビ局であるFXとの共同制作作品を増加させることをディズニーが明らかにしており、2021年以降のHuluオリジナル作品はSTARに順次移行することになる。

### 海外（米国外）進出の断念
Huluは以前から海外（米国外）での事業展開を検討しており、その第1弾としてかねてから進出の要望が高かった日本でのサービスを2011年9月から開始した。アメリカと異なるビジネスモデルや日本制作のコンテンツ調達が難航して苦戦する。2014年4月に日本事業をNBCと提携関係にある日本テレビへ売却した。以降、日本法人との関係はライセンス契約の供与のみであったが、2017年7月に行われた日本事業運営会社であるHJホールディングスの第三者割当増資により、日本法人との資本関係が復活した。
ウォルト・ディズニー・カンパニーは2019年4月に本企業の過半数超の株式を取得し、アメリカと日本以外での事業展開計画を検討した。2019年5月にコムキャスト（NBCユニバーサル）からHuluの全支配権を買収した際に2024年1月以降の株式買取を前提条件としており、海外展開による価値上昇で買収費用が増大するため、計画を断念したことが2020年10月に明らかになった。
ディズニーは2020年8月の決算発で、海外向けの動画配信サービスを開始する方向で準備していることを発表した。その際にディズニー最高経営責任者 (CEO) のボブ・チャペックはアメリカ国外におけるHuluのブランド認知度が無いことを理由に同ブランドは使用しないことを明らかにした。その後、同年12月に行われた投資家向けイベントでDisney+の新しい動画配信ブランドとなる「スター」を発表し、2021年2月23日から日本を含む海外市場についてはそちらを軸に展開していくことを発表した。

### Disney+と統合
2022年9月、ディズニー最高経営責任者 (CEO) のボブ・チャペックは本サービスをDisney+と統合する方向で検討していることを明らかにした。コムキャストが保有している株式の買取前倒しも予定している。チャペックが退任した後にディズニーCEOとして復帰したボブ・アイガーも2023年内にDisney+とHuluのアプリを統合する方針であることを同年5月に発表している。
ボブ・アイガーがディズニーCEOに復帰した最初の四半期決算で、動画配信サービス事業が不振だったことから、アイガーは2023年2月に行われたCNBCのインタビューで、コムキャスト保有株の買収は行わずディズニー保有株の一部放出も検討を述べる。
2023年11月1日、ディズニーはコムキャストに対し、Huluの未保有株33%分を86億1000万ドル（約1兆2900億円）で取得することを提案したと発表した。Huluの完全子会社化が実現すれば、Disney+の1ブランドとして組み入れることが可能となる。コムキャストも株式の売却に同意したため、同年12月1日にコムキャスト保有分を取得。名実共にHuluを完全子会社化した。
2023年12月6日、Disney+とのバンドルプラン契約者を対象にDisney+のアプリにHuluの専用ハブが表示される試験サービスを開始した。このサービスは2024年3月27日に正式提供を開始した。
2024年1月31日、既にNetflixやDisney+などで先行して実施しているパスワード・シェアリングの禁止をHuluでも開始することが報じられた。この変更は新規加入者は同日から、既存加入者は同年3月14日までに適用されるとしている。
2024年5月8日、ディズニーはワーナー・ブラザース・ディスカバリーとの間で協業を行い、同年7月25日からHuluとDisney+、Maxのバンドルプランの提供を開始した。
ディズニーは2025年8月6日、2026年末までにHuluサービスを終了すると発表した。Huluブランドは存続し、Disney+に統合される。海外では、2025年秋にHuluブランドを導入し、Star Hubに代わるサービスを開発する予定。

## 沿革
- 2007年
  - 3月22日 - NBCユニバーサルとニューズ・コーポレーションが新しいオンラインビデオベンチャーを発表した。
- 2008年
  - 3月12日 - Huluが一般公開される。
  - 10月30日 - Huluがタイム誌で2008年の50の発明の一つに選ばれる。
  - 12月18日 - HuluがAP通信からウェブサイト・オブ・ザ・イヤー（Website of the Year）を授与される。
- 2009年
  - 4月30日 - ウォルト・ディズニー・カンパニーが傘下のABCを通じてHuluに参加することを発表した[6]。
- 2011年
  - 9月1日 - 日本向けサービスを開始[17]。
- 2019年
  - 5月14日 - ディズニーがNBCユニバーサル（コムキャスト傘下）が保有するHuluの33%分の株式[注 3]を2024年1月以降に購入すること、支配権は即日譲渡する事で合意した。ディズニーの事実上の完全子会社となり、ウォルト・ディズニー・ダイレクト・トゥ・コンシューマー&インターナショナルの1部門となった[9][44]。
- 2020年
  - 10月12日 - ウォルト・ディズニー・カンパニーの組織再編によって誕生したディズニー・メディア&エンターテイメント・ディストリビューションの1部門となった[45]。
- 2023年
  - 12月1日 - 当初の予定を前倒しする形でコムキャストが保有するHuluの33%分の株式をディズニーが取得。名実共にディズニーの完全子会社になった[2]。
- 2024年
  - 3月27日 - Disney+とバンドルプラン契約者を対象にDisney+のアプリにHuluの専用ハブを表示するサービスを開始[37]。
  - 7月25日 - ワーナー・ブラザース・ディスカバリーとの協業を発表し、Disney+とMaxのバンドルプランの提供を開始[41]。
- 2025年
  - 1月6日 - ライブ配信サービス（Hulu+Live TV）を同業サービスであるFuboと統合することを発表[46][47]。

## 料金
- 月額料金5.99ドル、広告無しプランでは月額11.99ドルになる[48]。
  - Live TVサービスを付けたプランでは月額料金64.99ドル、広告無しプランでは月額70.99ドルになる[49]。
  - 他のディズニーグループの動画配信サービス（Disney+とESPN+）をセットにした「Disney Bundle」も9.99ドルから24.99ドルの間[注 4]で提供している[50][51][52]。
  - Disney+とMaxとのバンドルプランについては広告付きが月額16.99ドル、広告なしが月額29.99ドルとなる[41]。

## 日本

### 展開
当初アメリカ国内と、アメリカの海外領土内からしか利用できなかったが、2011年8月31日、世界に先駆けて日本でhulu.jpのサービスを開始した。しかし、地上波による定時番組テレビジョン放送が世界的に見て突出して充実している当時の日本ではSVOD（Subscription Video On-Demand、加入ベースのサブスクリプションによるビデオ・オン・デマンド）事業は苦戦。2014年に日本テレビ放送網（日テレ）に売却され、同社の完全子会社であるHJホールディングス合同会社（現・HJホールディングス株式会社）へHuluの日本向けサービスの権利義務を承継した。
以降は日本テレビ系の有料動画配信サービスとして、日本テレビの地上波放送分に未公開シーンを付け加えた特別版やオリジナル番組（一部は地上波関東ローカルで放送）の制作を行っており、他の地上波キー局系動画配信サービスもこれに追随する。日本テレビの一部の番組エンディングには『Huluにて配信中』のテロップやナレーションが挿入され、Huluオリジナル作品の出演者が番組宣伝で日本テレビ地上波の番組に登場することもある。日本テレビが製作したテレビドラマのスピンオフ作品や総集編も原則としてHuluオリジナルで手掛けており、本編の本放送終了後にビデオ版の番組内宣伝とは別に『続きはHuluで』のテロップを出す形で宣伝を行っている。
日本テレビによる買収時点で既に日本放送協会 (NHK) とTBSテレビ、テレビ東京が本サービスへの番組供給を行っていたが、日本テレビ系列以外の放送局による番組供給も引き続き行われている。2015年5月にテレビ朝日やフジテレビとの間でコンテンツ供給契約をそれぞれ結び、NHKを含む在京テレビ6局のテレビ番組を配信する。
ヤフー傘下のGYAO!は2018年2月に同社の見放題サービス「プレミアムGYAO!」のサービス終了を、日本テレビは2019年9月に日テレオンデマンドの有料配信サービスの終了をそれぞれ発表した。日本テレビ並びにヤフーの有料動画配信サービスはHuluに一本化された。
2017年5月に実施したシステム移行の影響で一時的に有料会員数減少が生じたものの、日本でもSVODが急速に普及した事に加え、日本テレビ主導によるHuluオリジナル番組や地上波連続ドラマのスピンオフ作品配信が好調だった事もあり、2018年度前期に初の黒字化を達成。後期に有料会員数200万人を突破した。
2017年7月に行われた第三者割当増資により、米国Hulu社との資本関係が復活した。
2020年6月5日、Huluで都度課金（TVOD）サービス「Huluストア」を6月10日から開始すると発表した。Huluストアは、アカウントの作成が必要ではあるものの、SVODの契約有無に関わらず、同サービスの利用が可能で、映画・ドラマの最新作品やイベントのライブ配信を作品単位で課金する仕組みとなっている。これに伴い、読売テレビ放送は「ytvオンデマンド」の直営による動画配信サービスを終了し、Huluストアにサービスを移行した。
2023年7月12日、ウォルト・ディズニー・カンパニーの日本法人であるウォルト・ディズニー・ジャパンとの間で協業を発表し、ディズニーの定額制動画配信サービスであるDisney+とのセットプランの提供を同日から開始した。

### 沿革
- 2011年
  - 9月1日 - 日本向けのサービスを開始[17]。
- 2014年
  - 4月1日 - 新会社・HJホールディングス合同会社へHuluの日本向けサービスの権利義務を100％承継[20]。
- 2016年
  - 2月18日 - HBOと日本国内独占配信契約を結び、配信を開始した[76]。
- 2017年
  - 4月1日 - HJホールディングスを合同会社から株式会社に改組[77]する。
  - 5月18日 - 日本版Huluはドメインを「hulu.jp」から「happyon.jp」に移行し、同時にシステムも一新した。システム強化とダウンタイムのないシステム移行が目的としている[21]。
  - 7月26日 - HJホールディングスはHulu,LLC（米国Hulu社）、ヤフー[注 6]、東宝、讀賣テレビ放送、中京テレビ放送の5社を引受先とする第三者割当増資を実施[22]。
- 2018年 - HBOとの独占配信契約が終了。『ゲーム・オブ・スローンズ』などのHBO作品は引き続き配信している[78][79]。
- 2019年
  - 5月23日 - 2018年度後期に日本の登録ユーザー数が200万人を突破したと日本テレビホールディングスの決算説明会で発表[56]。
  - 9月3日 - 日本版Huluはドメインを「happyon.jp」から「hulu.jp」に戻した[80][81]。
- 2021年
  - 1月26日 - 複数のユーザーと同時視聴しながらチャットができるウォッチパーティ機能（ベータ版）の提供を開始[82]。
  - 3月5日 - 一部オリジナルドラマや映画作品の4K・HDR映像と5.1chサラウンドに対応[83][84]。
- 2023年
  - 7月12日 - ウォルト・ディズニー・カンパニーの日本法人であるウォルト・ディズニー・ジャパンとの協業を発表し、Disney+とのセットプランの提供を開始[74]。
  - 12月6日 - 1アカウントで最大4台のデバイスから同時視聴[注 9]可能となる[85]。

### 対応デバイス
パソコン・スマートフォン・タブレット端末や、インターネットに接続可能なテレビ・ブルーレイディスクレコーダー・ゲーム機・デジタル音楽プレーヤー・セットトップボックスなど、多くのデバイスで日本国内向けのサービスを視聴できる。
4K映像作品は一部のテレビとメディアプレーヤーに対応し、2022年9月時点でパナソニック・シャープ・ソニー・LG・東芝・アイリスオーヤマ・船井電機製のテレビとAmazon Fire TV・パナソニック製セットトップボックスの一部機種のみ視聴可能である。

### 料金
- 月額1,026 円（税込）。iTunes Store決済[注 10]の場合は月額1,050円（税込）、Disney+とのセットプランは月額1,490円（スタンダードセットプラン、税込）、月額1,740円（プレミアムセットプラン、税込）[注 11][注 12]となる[74][89][90]。かつては新規登録時の特典として、2週間無料トライアルの提供があったが、2023年8月30日に終了した[91]。
  - クレジットカード（Visa、MasterCard、JCB、American Express、Diners Club）やデビットカード（楽天銀行、スルガ銀行、りそな銀行、PayPay銀行、三菱UFJ銀行、ソニー銀行）、キャリア決済（ドコモ、au、ソフトバンク、ワイモバイル、楽天モバイル[92]）、iTunes Store[注 10]、Huluチケット[注 13]、Yahoo!ウォレット、Amazonアプリ内決済、通信事業者・ケーブルテレビの決済サービス（mineo、BB.excite、eo）、QR・バーコード決済サービス（PayPal、PayPay[94]）に対応している。

### CM出演者
過去
- 平野紫耀（King & Prince）
- 杉咲花（研音）

他

### 関連番組
HJホールディングスの親会社である日本テレビは自局の情報番組において、Huluに関するコーナーを設けているほか、関東ローカルにおいて、Huluにて配信されている作品の一部を放送している。
カウントダウンHulu
- 日本テレビと一部系列局で放送されるミニ番組。ただし、FJネクストの一社提供。出演：久野静香（日本テレビアナウンサー）[95]。

HOW TO フールー
- 日本テレビで放送されるミニ番組。 出演：郡司恭子、笹崎里菜（共に日本テレビアナウンサー）。

Hulu傑作シアター
- 日本テレビで2017年4月から関東ローカルで放送されている広報番組。ミニ番組ではなく、視聴率調査対象の通常のテレビ番組。配信されているHuluのコンテンツ（主に海外ドラマやオリジナル作品）を日テレ製作関与に関係なく取りあげている。内容は配信作品の初回を、全編まるごと放送する。日本テレビを受信出来ないエリアでも、当サービス（見逃し配信のみ）に加え、TVerなどでも無料で最新話のみではあるが配信されている。ただし、外部版権の利用許諾上の理由により、配信されないこともある。

ズームイン!!サタデー「OH!ワンダフルHulu」
- Huluで配信中の映画などを紹介するコーナー。 出演：岸本梓、山崎あみ、ふるお（コーナーキャラクター）。

スッキリ「週末ジョイHuluッス」
- 毎週金曜日のスッキリの占いコーナーの直後に放送されている。Huluで配信中の映画などを紹介するコーナー。出演：脳みそ夫（占いのキャラクター「スッキリす」にふんしている）。2021年3月12日に放送したコーナーにおいて、北海道の先住民であるアイヌ民族に対しての差別表現があったため、本コーナーは打ち切りとなった[96][97][98]。

### 不祥事
2024年9月26日、東京都国分寺市の住宅にてHuluオリジナルドラマを撮影中に照明設備が落下し、俳優の山本美月と麻生祐未が負傷する事故が発生した。これを受けて、HJホールディングスは「この度負傷された、山本さん、麻生さんをはじめ、関係者の皆様にこのような事態となったことをお詫び申し上げます。今後は番組制作において、より一層安全対策に万全を期してまいります」とのコメントを発表した。